# Nguyễn Đức Thiện

Chú thích 1

Nguyễn Đức Thiện (sinh 1988 tại Đồng Nai), là một cầu thủ bóng đá chơi tại vị trí tiền vệ tấn công, anh hiện đang khoác áo câu lạc bộ Đồng Nai và cũng là một trong những cầu thủ xuất sắc của U21 Báo thanh nhiên 2008.Anh có cái chân phải rất khéo và rất dị. Anh được xem là tiền vệ cánh trái số 1 của Đồng Nai ở thời điểm hiện tại.